# 剣道の段級位制
剣道の段級位制（けんどうのだんきゅういせい）とは、剣道の段位および級位の制度全般を指すもので、主に全日本剣道連盟や国際剣道連盟などの定める制度をいう。

## 概要
江戸時代は剣術各流派において師から弟子へ切紙、目録、免許等の伝位が与えられていたが、明治維新後警視庁が創立され組織的な剣術稽古が行われると、各流派の伝位は比較対照の目安にならず、共通基準による格付けが必要になった。
明治時代に警視庁が級位制を採用、大正時代に大日本武徳会が講道館柔道に倣い段位制を採用し、段級位制にまとめられ、同会解散後は全日本剣道連盟が制度を継承している。その時々の社会情勢や、柔道の段位制とのかかわりにおいて変遷を重ねた。
級位は数字の多い方から少ない方へ昇級するのに対して、段位は数字の少ない方から多い方へ昇段する。段位が高くなるほど合格率は低くなる。また、段位のほかに指導力や人格などを表す錬士、教士、範士の称号があり、高段者に授与される。

## 撃剣興行
明治6年（1873年）4月から剣術家の榊原鍵吉らが主宰した撃剣興行は、相撲興行に倣い大関、関脇、小結、前頭などの番付を設けた。段級位制とは異なるが、組織における剣士の順位付けであった。明治12年（1879年）、警視庁に撃剣世話掛が創設されると、撃剣興行の剣客たちは警察に引き抜かれた。

## 統括団体毎の規定

### 全日本剣道連盟
警察官、海上保安官、刑務官、皇宮護衛官などの武道区分採用の受験資格において、「柔道の段位は講道館、剣道の段位は全日本剣道連盟が授与したものに限る」と定められているなど、最も広く認知された段位となっており、全日本剣道連盟の段位は社会的権威として認められているといえる。
令和3年（2021年）現在、六級から一級までの級位（地域によっては十級まで存在する）と、初段から八段までの段位、および錬士・教士・範士の称号がある。剣道の技術的力量（竹刀剣道と日本剣道形演武の実技）および学科の審査会を経て授与される。
級位は市町村剣道連盟が、初段から五段までは都道府県剣道連盟が、六段以上は全日本剣道連盟が審査する。三段、四段審査に関しては、高等学校剣道専門部や大学連盟で、一般の審査会から独立して行われることがある（一般会場よりも合格率が高くなる傾向がある）。年間の審査会開催回数は段位ごとに異なるが、六段が8回程度（うち1回は外国人対象）、七段が6回程度、八段が4回程度である。東京、京都など主要都市で開かれる。

段位を取得すると「全剣連番号」というシリアル番号が付され、データベースに登録される。六段以上の合格者は全剣連の広報誌や大手剣道雑誌に氏名が公表される。全剣連はそのデータをもとに、平成20年（2008年）現在、全国の有段者は148万名、そのうち活動中の有段者は29万名であると発表している。

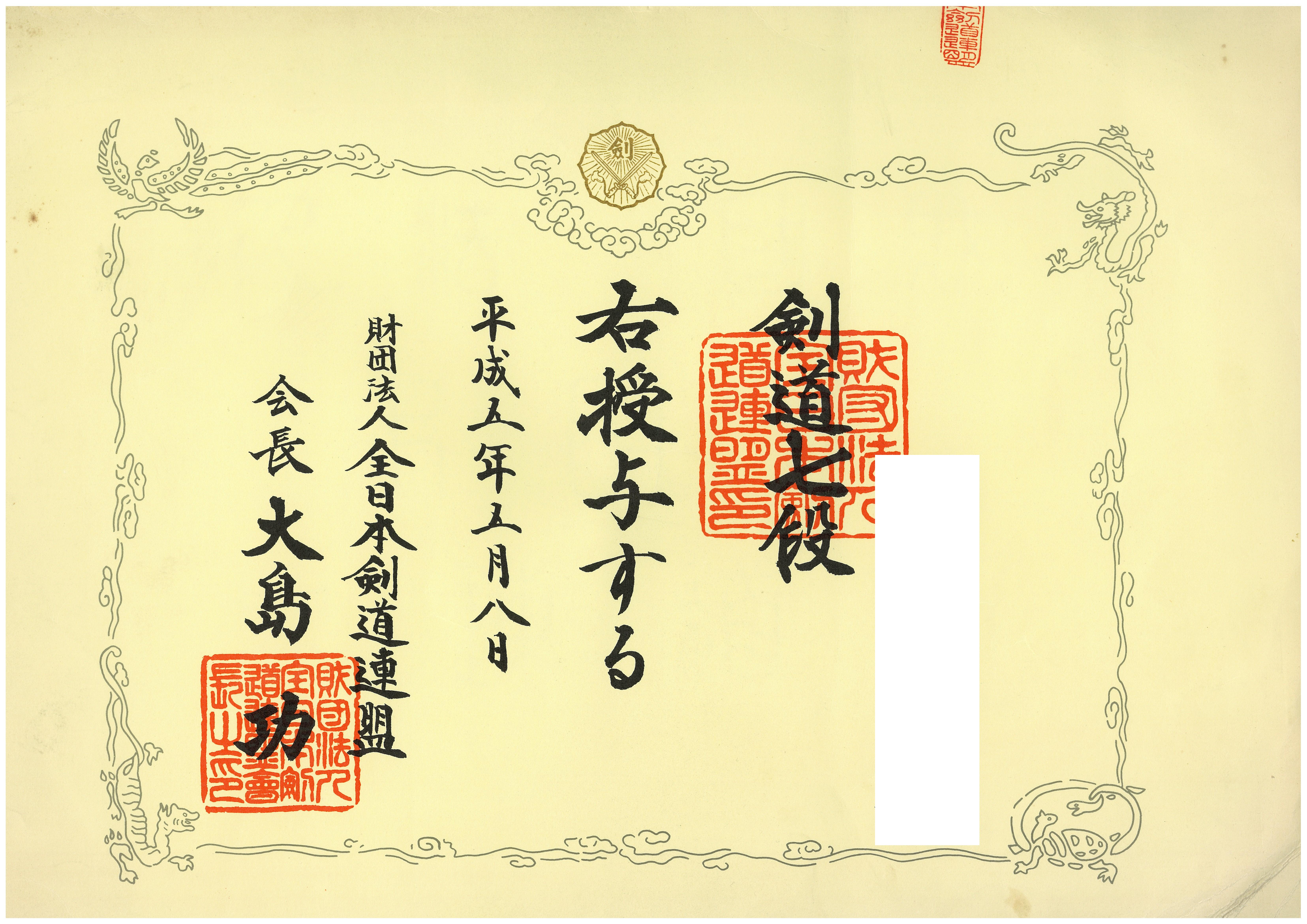
剣道七段の免状

- 昭和27年（1952年）10月14日

全日本剣道連盟が創立される。
- 昭和28年（1953年）3月

「称号段級審査規程」を制定する。初段から五段までの段位を設け、その上位に称号（錬士、教士、範士）を置く一本立ての制度を採用。
- 昭和32年（1957年）4月

柔道の段位制度と均衡を保つため、段位を初段から十段とし、段位・称号を二本立てとした。
- 平成12年（2000年）4月1日

「称号・段位審査規則、同細則」が施行される。範士が剣道界の最高峰であることを改めて確立するため、「称号・段位を通じて範士が最高位」とされ、教士八段の上が範士とされる（以前は七段から範士の受審資格があったため、範士七段が存在した）。また、九段・十段の審査は行わないこととされ、廃止された（ただし既得の段位はそのまま有効である）。
| 段級位 | 付与基準                                 | 受審条件               | 年齢制限        | 合格率     | 備考                                                     |
| ------ | ---------------------------------------- | ---------------------- | --------------- | ---------- | -------------------------------------------------------- |
| 六級   |                                          |                        |                 |            |                                                          |
| 五級   |                                          |                        |                 |            |                                                          |
| 四級   |                                          |                        |                 |            |                                                          |
| 三級   |                                          |                        |                 |            |                                                          |
| 二級   |                                          |                        |                 |            |                                                          |
| 一級   |                                          |                        | 小学6年生以上   |            |                                                          |
| 初段   | 剣道の基本を修習し、技倆良なる者         | 一級受有者             | 中学校2年生以上 | 約80 - 90% |                                                          |
| 二段   | 剣道の基本を修得し、技倆良好なる者       | 初段受有後1年以上修業  |                 | 約60 - 70% |                                                          |
| 三段   | 剣道の基本を修錬し、技倆優なる者         | 二段受有後2年以上修業  |                 | 約40 - 50% |                                                          |
| 四段   | 剣道の基本と応用を修熟し、技倆優良なる者 | 三段受有後3年以上修業  |                 | 約30 - 45% |                                                          |
| 五段   | 剣道の基本と応用に錬熟し、技倆秀なる者   | 四段受有後4年以上修業  |                 | 約20 - 30% |                                                          |
| 六段   | 剣道の精義に錬達し、技倆優秀なる者       | 五段受有後5年以上修業  |                 | 約10%      |                                                          |
| 七段   | 剣道の精義に熟達し、技倆秀逸なる者       | 六段受有後6年以上修業  |                 | 約8 - 10%  |                                                          |
| 八段   | 剣道の奥義に通暁、成熟し、技倆円熟なる者 | 七段受有後10年以上修業 | 46歳以上        | 約1%       |                                                          |
| 九段   |                                          |                        |                 |            | 平成12年（2000年）審査廃止                               |
| 十段   |                                          |                        |                 |            | 昭和49年（1974年）2月以降空位 平成12年（2000年）審査廃止 |

ただし、加盟団体会長が特別な事由をもって認めた場合、当該段位を受審することができる。
①二段ないし五段の受審を希望し、次の年齢に達した者
| 段位 | 年齢       |
| ---- | ---------- |
| 二段 | 満35歳以上 |
| 三段 | 満40歳以上 |
| 四段 | 満45歳以上 |
| 五段 | 満50歳以上 |

②初段ないし五段の受審を希望し、次の修業年限を経て、特に優秀と認められる者
| 段位 | 修業年限        |
| ---- | --------------- |
| 初段 | 一級受有者      |
| 二段 | 初段受有後3か月 |
| 三段 | 二段受有後1年   |
| 四段 | 三段受有後2年   |
| 五段 | 四段受有後3年   |

称号は指導力や識見、人格などを備えた、剣道人としての完成度を示すものであるため、高段者のみ受審資格があり、いずれも加盟団体会長の推薦が必要である。称号を取得した後は、例えば「錬士六段」、「教士七段」など、段位の上に称号を冠する。
| 称号 | 付与基準                                                | 受審資格       | 受審条件 |
| ---- | ------------------------------------------------------- | -------------- | --- |
| 錬士 | 剣理に錬達し、識見優良なる者                            | 五段受有者     | 五段受有後、10年以上を経過し、かつ年齢60歳以上の者で、 加盟団体の選考を経て、特に加盟団体会長より推薦された者。  |
| 錬士 | 剣理に錬達し、識見優良なる者                            | 六段受有者     | 六段受有後1年を経過し、加盟団体の選考を経て、 加盟団体会長より推薦された者。                                     |
| 教士 | 剣理に熟達し、識見優秀なる者                            | 錬士七段受有者 | 七段受有後2年を経過し、加盟団体の選考を経て、 加盟団体会長より推薦された者。                                     |
| 範士 | 剣理に通暁、成熟し、識見卓越、 かつ、人格徳操高潔なる者 | 教士八段受有者 | 八段受有後8年以上経過し、加盟団体の選考を経て、 加盟団体会長より推薦された者、および全剣連会長が適格と認めた者。 |

### 警視庁
- 明治12年（1879年）

警視庁に撃剣世話掛が創設され、剣術家が採用される。大方の階級は巡査であったという。
- 明治18年（1885年）頃

七級から一級までの撃剣級位が制定される。このうち六、五、四級は上、中、下に、三級は上、下に分けられた。ただし一級と六、七級は空位というのが実情であった。その後大日本武徳会の段級位が剣道界を統括するようになるが、警視庁は昭和26年（1951年）までこの級位を授与し続けた。
- 大正元年（1912年）12月29日

大正元年12月29日訓令甲第20号により、撃剣が「剣道」と改称される。
- 大正7年（1918年）8月1日

大正7年8月1日警務通第18号により、剣道の基本と練習法が定められ、面紐の色が規定される。六級以下または無級は紺色、五級は小浅黄色、四級以上は紫色とされた。
- 大正12年（1923年）4月

武道級位査定内規が定められる。五級上位以下の査定は、警察署長および担当師範立ち会いの上、巡回師範がこれを決定した。四級位の査定は立ち会い武道師範の投票数3分の2以上の者につき、あらためて選考委員（警務部長、警務課長、監察官および巡回師範）の選考を経て決定した。三級位の査定は、選考委員の査定だけで行われたが、実力、人格、経歴、識見、功績などが審議されたうえ推薦された。
- 昭和8年（1933年）

昭和8年11月訓令甲第100号「武道級位規程」が制定される。五級から一級までの級位が設けられ、面紐の色は無級黒色、五級水色、四級以上紫色とされた。審査は試合（3人以上のリーグ戦）、形、筆答が実施され、査定委員会（警務部長、警務課長、消防課長、監察官および警務部長の指名する武道師範教師10名（剣道柔道各5名））が審査した。試合および形は審査出席員3名以上の否投票がある場合は不合格とし、筆答は60点未満は不合格とされた。合格者に対しては警視総監名義の証書が授与された。ただし五級中以下は証書を省略された。
- 昭和26年（1951年）

昭和26年12月21日訓令甲第46号「警視庁術科技能検定規程」によって段位を採用し、段級位制に改正された。由緒ある級位制を残すべきという意見もあったというが、警視庁だけにしか通用しない級位を温存する必要はない、講道館柔道の段級位制度と均衡を保ちながら世間に分かりやすくするべきとされたという。
| 級位               | 相当 | 面紐     | 備考 |
| ------------------ | ---- | -------- | ---- |
| 七級               |      | 紺色     | 空位 |
| 六級（上、中、下） |      | 紺色     | 空位 |
| 五級（上、中、下） | 切紙 | 小浅黄色 |      |
| 四級（上、中、下） | 目録 | 紫色     |      |
| 三級（上、下）     | 免許 | 紫色     |      |
| 二級               | 名人 | 紫色     |      |
| 一級               |      | 紫色     | 空位 |

### 大日本武徳会
- 明治28年（1895年）

大日本武徳会が創立される。警視庁に倣って七級から一級の級位を設ける。また、精錬証という表彰を設ける。
- 明治35年（1902年）6月3日

「武術家優遇例」が制定される。範士と教士の称号が設けられ、精錬証は教士の下位となる。
- 大正6年（1917年）

講道館柔道に倣い段位制を採用し、級位の上に段位を置く。十段まで設けたが、実際は五段までの授与にとどまった。
- 大正7年（1918年）4月

武術家優遇例は「武道家表彰例」と改称される。
- 昭和9年（1934年）3月1日

精錬証を廃止し、錬士が設けられる。それまで精錬証を受けた者は請求により錬士号を授与される。
- 昭和12年（1937年）

六段以上の段位を授与する。
- 昭和18年（1943年）3月

「大日本武徳会称号等級審査規程」が改正される。段位は廃止され、五等から一等までの等位となり、また教士は達士と改められた。
- 昭和21年（1946年）10月31日

大日本武徳会が解散する。
| 段級位 | 備考                                         |
| ------ | -------------------------------------------- |
| 七級   |                                              |
| 六級   |                                              |
| 五級   |                                              |
| 四級   |                                              |
| 三級   |                                              |
| 二級   |                                              |
| 一級   |                                              |
| 初段   | 大正6年（1917年）、段位制を採用              |
| 二段   |                                              |
| 三段   |                                              |
| 四段   |                                              |
| 五段   |                                              |
| 六段   | 昭和12年（1937年）以降、六段以上の段位を授与 |
| 七段   |                                              |
| 八段   |                                              |
| 九段   |                                              |
| 十段   |                                              |

| 称号   | 付与基準                                  | 受審資格              | 受審条件 | 備考                                                             |
| ------ | ----------------------------------------- | --------------------- | --- | ---------------------------------------------------------------- |
| 精錬証 |                                           |                       | | 明治35年（1902年）まで最高位の称号 昭和9年（1934年）、錬士に改廃 |
| 教士   | 品行方正ニシテ 本会ヨリ精錬証ヲ受ケタル者 |                       | 武徳祭大演武会ニ於テ武術ヲ演ジタル者                                                                          |                                                                  |
| 範士   | 斯道ノ模範トナリ 兼テ本会ノ為メ功労アル者 | 教士ノ称号ヲ 有スル者 | 丁年（満二十歳）ニ達シタル後四十年以上武術ヲ鍛錬シタル者 （大正3年（1914年）9月以降、60歳未満に対しても授与） | または教士の死亡に対し銓衡の上追贈                               |

| 等位 | 相当段位 | 備考 |
| ---- | -------- | ---- |
| 五等 | 初段     |      |
| 四等 | 二段     |      |
| 三等 | 三段     |      |
| 二等 | 四段     |      |
| 一等 | 五段     |      |
| 錬士 |          |      |
| 達士 |          |      |
| 範士 |          |      |

### 全日本撓競技連盟
- 昭和25年（1950年）

全日本撓競技連盟が創立される。段位制を採用。
- 昭和29年（1954年）

全日本剣道連盟に吸収合併。

### 国際剣道連盟
国際剣道連盟の段級位・称号は、全日本剣道連盟に準ずる。

### 日本剣道協会
日本剣道協会は、段位称号に年限を定めず、10代の少年といえども実力ある者には十段位を授与すると定めている。

### (現)大日本武徳会
(現)大日本武徳会は、十段位を制定している。

### その他
個人道場が独自の段級位を定めていることがある。一例として、乳井義博は昭和24年（1949年）に高野佐三郎（修道学院）から剣道十段を授与されている。
千葉県知事であった森田健作は、全日本剣道連盟からの段位認定を受けていないという報道に対し、『範士より「二段許す」とされた』と、2009年5月21日の知事定例会見で発言している。